# Tenshi no Kyuusoku
Tenshi no Kyuusoku (天使の休息?) è un brano musicale di Masami Okui scritto da Yabuki Toshiro e dalla stessa Okui, e pubblicato come singolo l'8 maggio 1999 dalla Starchild. Il singolo è arrivato alla ventesima posizione nella classifica settimanale Oricon dei singoli più venduti, vendendo 31 070 copie. Tenshi no Kyuusoku è stato utilizzato come sigla d'apertura della serie televisiva anime Soreyuke! Uchuu Senkan Yamamoto Yohko, mentre il lato B Lululu è stato utilizzato come sigla di chiusura.

## Tracce
CD singolo KIDA-178
1. Tenshi no Kyuusoku (天使の休息) - 3:50
2. Lululu (ルルル) - 4.13
3. Tenshi no Kyuusoku (off vocal version) - 3:50
4. Lululu (off vocal version) - 4:13

## Classifiche
| Classifica (1999)                        | Posizione più alta |
| ---------------------------------------- | ------------------ |
| Giappone (Classifica settimanale Oricon) | 20                 |